# (2347) Vinata
(2347) Vinata ist ein Asteroid des äußeren Hauptgürtels, der vom US-amerikanischen Astronomen Henry Lee Giclas am 7. Oktober 1936 am Lowell-Observatorium (IAU-Code 690) in Flagstaff, Arizona entdeckt wurde.
Der mittlere Durchmesser des Asteroiden wurde mit ca. 25 Kilometer berechnet.
Die Rotationsperiode des Asteroiden wurde am 13. und 16. Dezember 2007 von Brian D. Warner am Palmer Divide Observatory in Colorado beobachtet. Die Lichtkurve ergab eine Rotationsperiode von 4,4835 h (±0,0005).
(2347) Vinata wurde am 6. Februar 1993 auf Vorschlag des US-amerikanischen Astronomen Frederick Pilcher nach Vinata benannt, in der indischen Mythologie die Mutter des Aruna und des Garuda. Nach Aruna und Garuda wurden am selben Tag die Asteroiden (2313) Aruna und (2307) Garuda benannt.